# Петерсен, Филип
Филип Петерсен (норв. Filip Petersen, 22 ноября 1870– 9 апреля 1940) – норвежский конькобежец. Участник чемпионатов мира и Европы. На первом чемпионате мира-1893 в Амстердаме (Нидерланды) занял третье место в общем зачёте. Такой же результат Филип Петерсен показал через год на чемпионате Европы в Хамаре (Норвегия). Бронзовый призёр чемпионата Норвегии на дистанции 3 мили.

## Достижения
| турнир                            | дата                 | город     | 500 м      | 1500 м                   | 5000 м      | 10000 м     | место |
| --------------------------------- | -------------------- | --------- | ---------- | ------------------------ | ----------- | ----------- | ----- |
| 1-й чемпионат мира – многоборье   | 13 – 14 января 1893  | Амстердам | 54,0 (7/q) | 2.58,2 (7/q)             | 10.31,4 (2) | 21.23,4 (3) | (3)   |
| 2-й чемпионат Европы – многоборье | 24 – 25 февраля 1894 | Хамар     | 50,0 (5/q) | 2.33,0 (3/q), 2.35,2 (3) | 9.00,6 (3)  | –           | (3)   |
| 3-й чемпионат мира – многоборье   | 23 – 24 февраля 1895 | Хамар     | 50,6 (8/q) | 2.37,0 (3/q), 2.37,2 (4) | 9.16,2 (3)  | 19.05,4 (4) | (4)   |

## Ссылка
- Сайт SkateResults.com, анг.
- Сайт Deutsche Eisschnelllauf-Gemeinschaft, нем. Архивная копия от 4 марта 2016 на Wayback Machine